# 4727 Ravel
4727 Ravel este un asteroid din centura principală, descoperit pe 24 octombrie 1979 de Freimut Börngen și L. Kirsch.